# Ирано-туркменские отношения
Ирано-туркменские отношения — отношения между Ираном и Туркменистаном. Эти государства имеют общую государственную границу протяжённостью 1148 км. Дипломатические отношения между странами были установлены в 1992 году, с тех пор между двумя странами хорошие отношения, развивается сотрудничество в экономической, транспортной и энергетической сфере.

## Контекст
Будучи близко живущими народами, туркмены и иранцы имеют длительную историю отношений.
После обретения Туркменистаном независимости в 1991 году были установлены дипломатические отношения между двумя государствами.

## История двусторонних отношений

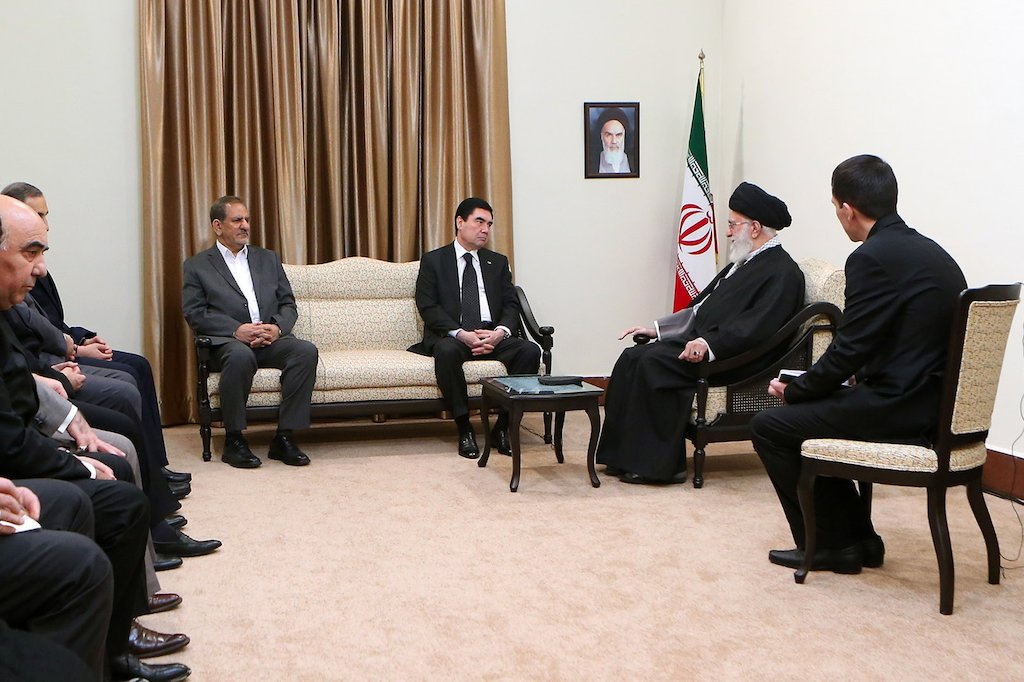

18 февраля 1992 года Иран признал независимость Туркменистана и установил дипломатические отношения.
В Ашхабаде действует посольство Исламской Республики Иран, чрезвычайный и полномочный посол — Сейед Мохаммад Муса Хашеми Голпаегани, а также генеральное консульство Ирана в городе Мары, генеральный консул — Хассан Хосейни Магадам Акбар. В Тегеране действует посольство Туркменистана в Исламской Республике Иран, чрезвычайный и полномочный посол — Гурбанов Ахмет Какабаевич, а также генеральное консульство Туркменистана в городе Мешхед, генеральный консул — Гараджаев Сердармаммет Сапармаммедович.
В июне 2007 года состоялся первый официальный визит Гурбангулы Бердымухаммедова в Иран.

## Экономика

Иран — крупнейший торговый партнёр Туркменистана после России. Имеется железная дорога Теджен — Серахс — Мешхед. В 1995 году введён в строй газопровод «Корпедже-Гуртгуйы» в западной части Туркменистана стоимостью 139 млн долл. США, и плотина Ирано-Туркменской Дружбы на юге страны стоимостью 167 млн долл. США. Они были построены через совместные предприятия. 
Линия электропередачи Балканабад — Алиабад, развитие оптико-волоконных коммуникаций, строительство бункеров и других объектов в Мары, нефтеперерабатывающего завода в городе Туркменбаши, строительство сжиженных газовых терминалов, автомобильных дорог являются символом роста двусторонних торговых отношений. 
В 2009 году около 100 промышленных объектов были построены или строятся в Туркменистане с помощью Ирана. В 2014 году состоялось открытие железной дороги Казахстан — Туркменистан — Иран, которая позволяет увеличить транзитный грузовой и пассажиропоток, уменьшить расходы на перевозку, экономить время путешествия и вызвать экономический рост в регионах, по которым проходит дорога, через увеличенное транспортное движение и обеспечение доступности сельских районов.
Годовой товарооборот снизился до 1,2 млрд долл. США в 2009 году, по сравнению с 3,2 млрд долл. США в 2008 году, в основном из-за снижения цен на нефть и газ. Экспорт Туркменистана в Иран увеличился на 42 % в январе-сентябре 2007 года. Основой экспорта Туркменистана в Иран был природный газ, нефть и продукты нефтехимии, а также текстиль. 
Туркменистан продал 8 млрд м3 газа в Иран в 2010 году по сравнению с 5,8 млрд м3 в 2005 году. Туркменистан покрывает 5 % спроса Ирана на газ. Обе страны открыли трубопровод Довлетабад — Серахс — Хангеран в 2010 году, чтобы увеличить поставки природного газа в Иран до 20 млрд м3 в год.
С декабря 2021 года осуществляются своповые поставки газа из Туркменистана в Азербайджан через территорию Ирана в размере 1,5 - 2 млрд. м3/год. С марта 2022 по март 2023 года поставлялось 4,5 млн м3 газа в день. С марта по август 2023 года объём поставок вырос до 10 млн м3 газа в день. Посредством этого Иран покрывает потребности северо-востока страны в газе.
В Туркменистан поставляется иранская автомобильная техника.

## Посольство Туркменистана в Иране
Посольство Туркмении в Иране открылось в 1992 году. Посольство расположено по адресу: г. Тегеран, ул. Ватанпур Барати, 34.
C августа 2008 года Посольство возглавляет Чрезвычайный и Полномочный Туркменистана в Исламской Республике Иран Ахмед Курбанов.

### Послы
1. Чарыев, Ата (1992—1993)
2. Байрамов, Амангельды Овезович (1993—1999)
3. Назаров, Мурад (1999—2007)
4. Курбанов, Ахмед (2008—н. в.)

## Посольство Ирана в Туркменистане
Посольство Ирана в Туркменистане (г. Ашхабад) открылось в феврале 1992 года. Посольство расположено по адресу: г. Ашхабад ул. Тегеранская, д. 3.
С января 2016 года Посольство возглавляет Чрезвычайный и Полномочный Посол Исламской Республики Иран в Туркменистане Сейид Мохаммад Ахмади.

### Послы
1. Голамреза Багери Могаддам 1995
2. Сейид Эбрахим Деразгису (2001—2004)
3. Голамреза Ансари (2004—2007)
4. Мохаммадреза Фергани (2007—2010)
5. Сейид Мохаммад Муса Хашеми Голпаегами (2010—2016)
6. Сейид Мохаммад Ахмади (2016—н. в.)

## Культурно-гуманитарное сотрудничество
В вузах Ирана проходят обучение студенты из Туркменистана. Проходят выставки, гастроли музыкальных коллективов и артистов, международные конференции с участием туркменских и иранских ученых. В 2014 году в Туркменистане прошли Дни культуры Ирана.